# 当代史话

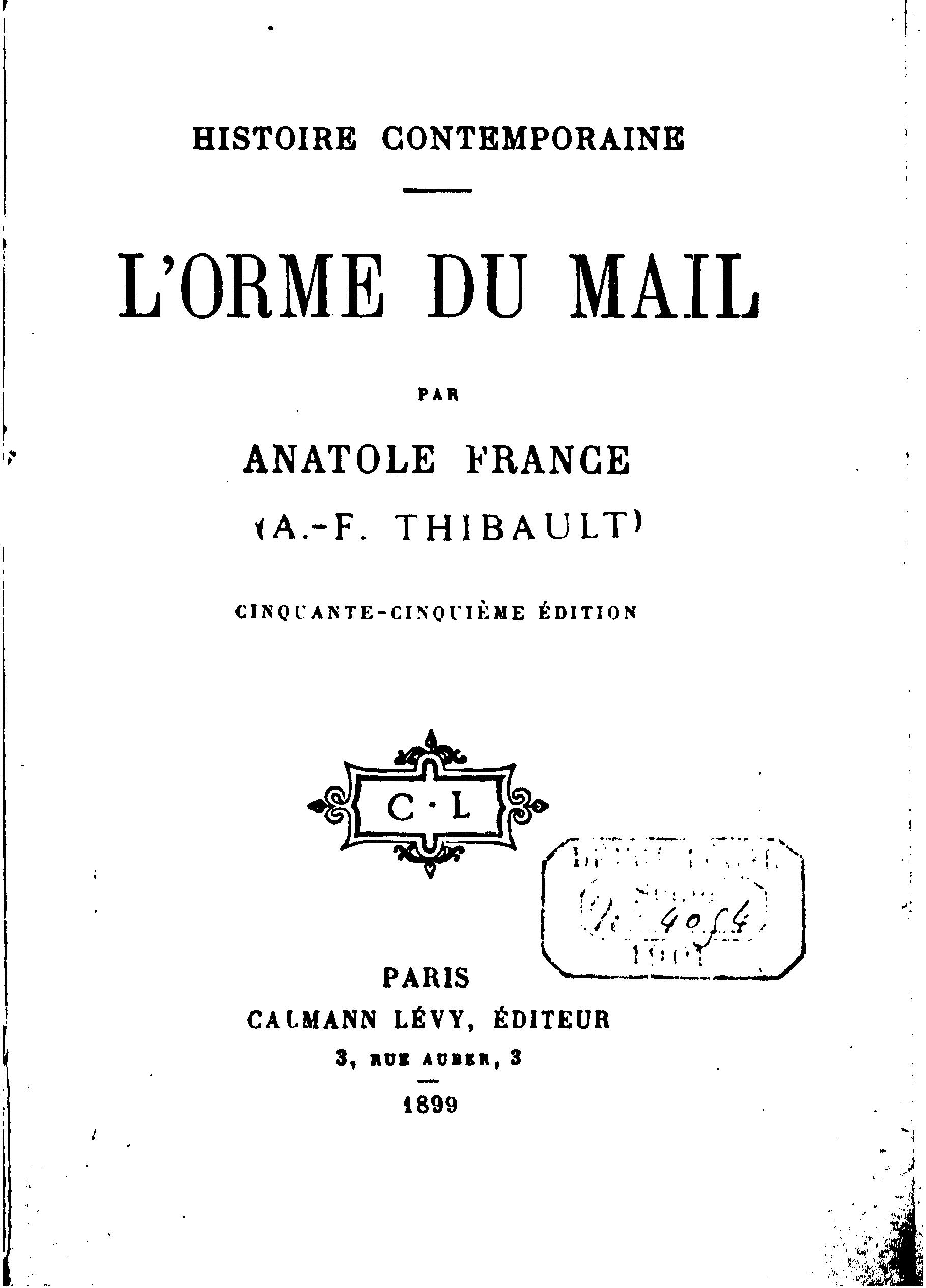

《当代史话》（法語：L'Histoire contemporaine）是法国作家阿纳托尔·法朗士在1897年和1901年之间创作的四部曲，包括：
- I. 《榆树之路》（L'Orme du mail，1897）
- II. 《做手工艺的女人》（Le Mannequin d’osier，1897）
- III. 《紫晶戒指》（L'Anneau d'améthyste，1899）
- IV. 《贝杰瑞先生在巴黎》（Monsieur Bergeret à Paris，1901）